# منتخب إستونيا لكرة اليد
منتخب إستونيا الوطني لكرة اليد (بالإستونية: Eesti käsipallikoondis)‏ هو ممثل إستونيا الرسمي في المنافسات الدولية في كرة اليد .

## وصلات خارجية
- الموقع الرسمي